# What the Fuck France
What's Up France ?
What the Fuck France est une série télévisée française de format shortcom créée par Paul Taylor et Robert Hoehn et réalisée par Félix Guimard. Elle fut diffusée du 10 septembre 2016 au 1er juillet 2017 sur Canal+, d'abord tous les samedis à 12 h 20, puis à partir du 12 novembre dans L'Émission d'Antoine.

## Contexte
Le 1er janvier 2016 est mise en ligne sur la chaîne de Robert Hoehn, French Fried TV, une vidéo nommée La Bise, où Paul Taylor pointe la stupidité de la bise en France. Cette vidéo est l'adaptation de l'un des sketchs qu'il joue sur scène.
Les équipes de Canal+ commandent alors une série s'inspirant, entre autres, de la structure de La Bise.

## Principe
Au début de chaque épisode, Paul Taylor se présente comme étant un Anglais habitant en France, puis parle d'un sujet qu'il n'a jamais compris, et énumère trois raisons pour lesquelles ladite chose est stupide.
À chaque épisode, Paul Taylor s'exprime en anglais et utilise souvent le français.

## Fiche technique
- Titre : What the Fuck France
- Société de production : Studio Bagel Production
- Pays d'origine :  France
- Langue : anglais/français
- Durée : environ 3 minutes
- Réalisateur : Félix Guimard
- Auteurs : Paul Taylor, Robert Hoehn

## Épisodes
| Numéro | Titre                      | Date de diffusion sur Canal + |
| ------ | -------------------------- | ----------------------------- |
| 1      | Le Doublage                | 10 septembre 2016             |
| 2      | Les Terrasses              | 17 septembre 2016             |
| 3      | Le Vin                     | 24 septembre 2016             |
| 4      | Les Grèves                 | 1er octobre 2016              |
| 5      | La Langue française        | 8 octobre 2016                |
| 6      | Le Fromage                 | 15 octobre 2016               |
| 7      | La Musique                 | 12 novembre 2016              |
| 8      | Les Parisiennes            | 19 novembre 2016              |
| 9      | L'Administration française | 26 novembre 2016              |
| 10     | La Langue anglaise         | 3 décembre 2016               |
| 11     | La Conduite à Paris        | 10 décembre 2016              |
| 12     | Les Fêtes de fin d'année   | 17 décembre 2016              |
| 13     | Le Cinéma français         | 7 janvier 2017                |
| 14     | L'alcool                   | 14 janvier 2017               |
| 15     | Les Boulangeries           | 21 janvier 2017               |
| 16     | Les Français et le travail | 28 janvier 2017               |
| 17     | Le Café                    | 4 février 2017                |
| 18     | La Romance                 | 11 février 2017               |
| 19     | Les César                  | 18 février 2017               |
| 20     | La Mode                    | 25 février 2017               |
| 21     | La Gastronomie française   | 4 mars 2017                   |
| 22     | Les Pompiers               | 11 mars 2017                  |
| 23     | Le Ski                     | 18 mars 2017                  |
| 24     | Les Pharmacies             | 25 mars 2017                  |
| 25     | L'Humour en France         | 1er avril 2017                |
| 26     | La Politique française     | 8 avril 2017                  |
| 27     | Le Journalisme             | 22 avril 2017                 |
| 28     | Les Jours fériés en France | 29 avril 2017                 |
| 29     | La Télévision française    | 6 mai 2017                    |
| 30     | Le Racisme                 | 13 mai 2017                   |
| 31     | Le Sport                   | 3 juin 2017                   |
| 32     | Les Expressions françaises | 10 juin 2017                  |
| 33     | Londres                    | 17 juin 2017                  |
| 34     | Paul Taylor                | 1er juillet 2017              |

## Bonus
Lors des pauses de L'Émission d'Antoine, des bonus ont été diffusés sur la chaîne YouTube.
| Titre            | Date de mise en ligne | Contenu                                                                                    |
| ---------------- | --------------------- | ------------------------------------------------------------------------------------------ |
| Bedtime Comments | 5 novembre 2016       | Paul Taylor et Robert Hoehn lisent des commentaires négatifs trouvés sur la chaîne YouTube |
| Le Making-Of     | 7 janvier 2017        |                                                                                            |
| Le FAQ           | 22 avril 2017         | Paul Taylor et Félix Guimard répondent aux questions du public en direct                   |
| Le Bêtisier      | 27 mai 2017           |                                                                                            |
| Le Making-Of II  | 3 juin 2017           |                                                                                            |